# Acritus microtatus
Acritus microtatus är en skalbaggsart som beskrevs av Cooman 1934. Acritus microtatus ingår i släktet Acritus och familjen stumpbaggar. Inga underarter finns listade i Catalogue of Life.